# Зубная эмаль
Зубная эмаль (или просто эмаль) — внешняя защитная оболочка коронковой части зубов человека.
Эмаль является самой твёрдой тканью в организме человека, что объясняется высоким содержанием неорганических веществ — до 97%. Воды в зубной эмали меньше, чем в остальных органах, 2—3 %. Твёрдость достигает 397,6 кг/мм² (250—800 по Виккерсу). Толщина слоя эмали различается на различных участках коронковой части зуба и может достигать 2,0 мм, а у шейки зуба почти отсутствует.
Правильный уход за зубной эмалью является одним из ключевых моментов личной гигиены человека.

## Химический состав
Твёрдость зубной эмали определяется высоким содержанием в ней неорганических веществ (до 97 %), главным образом кристаллов гидроксиапатита — Ca10(PO4)6(OH)2, модифицированного наличием магния, фтора, углерода и некоторых других элементов. Здоровая эмаль содержит 2—3 % свободной воды и 1—2 % органических веществ (белков, липидов, углеводов). Вода занимает свободное пространство между кристаллами и в органической основе.
Гидроксиапатиты очень восприимчивы к кислотам и начинают заметно разрушаться при pH < 4,5 (слюна обладает pH от 5,6 до 7,6).

## Анатомо-гистологическое строение
Основным структурным образованием эмали является эмалевая призма (диаметром 4—6 мкм), состоящая из кристаллов гидроксиапатита. Межпризменное вещество эмали состоит из таких же кристаллов, как и призма, но они отличаются ориентацией.
Наружный слой эмали и внутренний у дентино-эмалевой границы не содержит призм (беспризменная эмаль). В этих слоях содержатся мелкие кристаллы и более крупные — пластинчатые.
Также в эмали имеются эмалевые пластинки (ламеллы) и пучки, представляющие недостаточно минерализованное межпризменное вещество. Они проходят через всю толщину эмали.
Следующий структурный элемент эмали — эмалевые веретёна — колбообразные утолщения отростков одонтобластов, проникающих через дентиноэмалевые соединения.

## Личная гигиена
Располагаясь в ротовой полости, естественная среда в которой — нейтральная, зубная эмаль также нуждается в поддержке щелочного баланса. После каждого приёма пищи, при расщеплении углеводов, под воздействием разнообразных бактерий, перерабатывающих остатки еды и выделяющие кислоты, щелочная среда нарушается. Кислота разъедает эмаль и приводит к кариесу, для ликвидации необратимых последствий которого необходима установка пломб.
Для предотвращения кариеса необходимо после каждого приёма пищи как минимум полоскать рот водой, а лучше специальным ополаскивателем для ротовой полости, чистить зубы или по крайней мере жевать жевательную резинку без сахара.

## Кариесвосприимчивость зубной эмали
Кариесвосприимчивость, или резистентность зубной поверхности, зависит от следующих факторов:
1. Свойство анатомической поверхности зуба: в естественных фиссурах и в промежутках между зубами есть благоприятные условия для долговременной фиксации зубного налёта.
2. Насыщенность эмали зуба фтором: образовавшиеся в результате этого фторапатиты более устойчивы к действию кислот.
3. Гигиена полости рта: своевременное удаление зубного налёта предотвращает дальнейшее развитие кариеса.
4. Фактор диеты: мягкая, богатая углеводами пища способствует образованию зубного налёта. Количество витаминов и микроэлементов также влияет на общее состояние организма и особенно слюны.
5. Качество и количество слюны: Малое количество вязкой слюны способствует прикреплению бактерий к пелликуле и образовании зубного налёта (см. Зубная бляшка). Очень важное влияние на кариесрезистентность эмали имеют буферные свойства слюны, которые позволяют поддерживать нормальный уровень pH, и количество иммуноглобулинов и других факторов защиты в слюне.
6. Общее состояние организма.